# Phoenix Pharmahandel
 (mars 2015).
Si vous disposez d'ouvrages ou d'articles de référence ou si vous connaissez des sites web de qualité traitant du thème abordé ici, merci de compléter l'article en donnant les références utiles à sa vérifiabilité et en les liant à la section « Notes et références ».
PHOENIX Pharmahandel GmbH & Co KG est un groupe allemand, leader européen de la distribution pharmaceutique sur les métiers de la répartition pharmaceutique et de l’activité dépositaire avec 18 % de parts de marché. Son siège est situé à Mannheim (Allemagne).
La société a été fondée par Adolf Merckle et appartient au groupe allemand Merckle Unternehmensgruppe qui le détient à 100 %. 
Avec plus de 23 000 collaborateurs et un chiffre d’affaires consolidé de 21,74 milliards d’euros, le groupe compte 146 centres de répartition en Europe, plus de 200 laboratoires pharmaceutiques clients pour l’activité dépositaire et plus de 1 500 pharmacies membres du groupe réparties dans 12 pays européens. 
Le groupe est présent dans 23 pays européens : Allemagne, Bosnie-Herzégovine, Bulgarie, Croatie, Danemark, Estonie, Finlande, France, Royaume-Uni, Italie, Lettonie, Lituanie, Macédoine, Pays-Bas, Norvège, Autriche, Pologne, Suède, Suisse, Serbie, Slovaquie, Tchéquie, Hongrie.

## Historique
1994 : création de PHOENIX Pharmahandel Aktiengesellschaft & Co KG, issu de la fusion des grossistes régionaux allemands F. Reichelt AG (Hambourg), Otto Stumpf GmbH (Berlin), Ferd. Schulze GmbH (Mannheim), Otto Stumpf AG (Nuremberg) et Hageda AG (Cologne). 
Avec 3.2 milliards d’euros de chiffre d’affaires et une part de marché de 30 %, PHOENIX devint immédiatement leader sur le marché en Allemagne. 
Grâce à de nombreuses acquisitions, l’entreprise est rapidement devenue leader sur le marché de nombreux pays européens. 
2000 : le nombre d’employés au sein du groupe dépasse pour la première fois 10 000.
2002 : le chiffre d’affaires consolidé du groupe dépasse pour la première fois 15 milliards d’euros.
2006 : le chiffre d’affaires consolidé du groupe dépasse pour la première fois 20 milliards d’euros.
Juin 2009 : dans le cadre des mesures de refinancement, l’entreprise devient PHOENIX Pharmahandel GmbH & Co KG. 
En mars 2014, Phoenix Group annonce la vente d'Ignis Asset Management à Standard Life pour 390 millions de livres. 
En mai 2016, Phoenix Group annonce l'acquisition des activités d'assurances-vie britanniques d'Axa dont les marques Embassy et SunLife pour 375 millions de livres. En septembre 2016, Phoenix Group annonce l'acquisition Abbey Life, la filiale d'assurance-vie britannique de Deutsche Bank pour 1,2 milliard de livre.
En décembre 2019, Phoenix Group annonce l'acquisition des activités britanniques de Swiss Re, soit sa filiale ReAssure pour 3,2 milliards de livres.
En juillet 2021, Phoenix Group annonce l'acquisition d'une partie des activités européennes de McKesson.